# Црни нарцис
Црни нарцис је британски филм који је заснован на роману Румер Годен. Филм су режирали Мајкл Пауел и Емерик Пресбергер, док глумачку поставу чине: Дебора Кер, Дејвид Фарар, Кетлин Бајрон, Сабу, Џин Симонс и Флора Робсон.

## Заплет
Генерал Тода Раи, раџпутски владар кнежевске државе на Хималајима, позива ред англиканских часних сестара да оснују школу и болницу у Мопуу, некадашњем харему који се налази на високој литици планине. Амбициозна сестра Клода је постављена за предстојницу и послата је у Мопу са још четири монахиње: сестром Филипом за баштованство, сестром Бриони за прву помоћ; сестром Бленш, познатијом као „сестра Хани”, да подучава чипкарење; и емоционално нестабилном сестром Рут, која предаје енглески и математику. Свих пет жена су Британке у непознатом, колонијалном окружењу.
Генералов британски агент, господин Дин, скептичан је према пројекту, наводећи различите друштвене и еколошке тешкоће. Он предвиђа да ће часне сестре отићи чим се заврши сезона монсуна. За Клода је кључно да управља добробити монахиња, пошто Конгрегација дозвољава свакој монахињи да поднесе оставку на крају године.
Сестре се тешко прилагођавају локалном становништву. Домаћа старатељка, Ангу Аја, не воли да дели палату са часним сестрама. Генералов богати ујак постао је хиндуистички светац и све време проводи медитирајући на планини унутар манастира, одбијајући да разговара ни са ким. Сестре пристају да буду ментори Канчи, локалној девојци са репутацијом лошег понашања, али је Аја бичује због крађе.
Сваки члан самостана почиње да пати од лошег здравља и/или емоционалних проблема узрокованих околином. Клода се присећа неуспеле романсе која ју је навела да напусти Британију и придружи се реду. Рут постаје љубоморна на Клоду. Филипа се губи у окружењу и засађује повртњак цвећем. Ханина везаност за локалну децу се катастрофално завршава након што болесној беби даје неефикасне лекове. Неуспех часних сестара да спасу живот детета љути мештане, који их напуштају. Господин Дин охрабрује Клоду да оде, али она инсистира да остане.
Сестре се такође боре са својим заветима чедности. Стално их маме еротске зидне слике старог харема. Поред тога, иако су сестре планирале да образују само девојчице, осећају се принуђеним да направе изузетак за генераловог дечака наследника, коме је потребно подучавање западне културе. Он се заљубљује у Канчи. Рут постаје опседнута згодним господином Дином и наручује примамљиву, модерну хаљину којом планира да га шармира. Иако је Клода изнервирана Диновом ноншалантношћу и непоштовањем, Дин је све више привлачи. Филипа захтева премештај у нови самостан, жалећи се "да бисте преживели у колонијама, или морате да живите као господин Дин, или као свети човек. Или то игноришите или се препустите томе“.
Рут даје оставку и објављује своју намеру да се врати у Британију. Клода посећује Рут да је убеди да остане, пошто је самостан изузетно оскудан. Рут, која се већ пресвукла из своје монашке одеће у своју нову, модерну хаљину, пркосно ставља руж испред Клоде да би наговестила своје лично ослобођење. Она бежи из самостана и посећује кућу господина Дина да му изјави љубав, али је он одбија. Сломљеног срца, Рут доживљава ментални слом и враћа се у самостан, са намером да убије Клоду. Када Клода зазвони на јутарње службено звоно, Рут покушава да је гурне преко ивице литице. У борби која је уследила, Рут пада у смрт.
Рутина смрт је последња кап која је прелила чашу за Конгрегацију, која затвара мисију. Преостале часне сестре одлазе баш када почиње сезона монсуна, чак и раније него што је господин Дин првобитно предвидео. Господин Дин се састаје са караваном да се опрости. Клода и господин Дин се хватају за руке и деле значајни поглед, али Клода се сабире и наставља својим путем. Она му даје последњи захтев, који он прихвата: да се брине за Рутин гроб.

## Улоге
- Дебора Кер — сестра Клода
- Флора Робсон — сестра Филипа
- Џин Симонс — Канчи
- Дејвид Фарар — господин Дин
- Сабу — млади генерал
- Езмонд Најт — стари генерал
- Кетлин Бајрон — сестра Рут
- Џени Лерд — сестра Хони
- Џудит Ферс — сестра Брајони
- Меј Холат — Ангу Аја